# Santiago de Cotagaita
Santiago de Cotagaita är en ort i Bolivia.   Den ligger i departementet Potosí, i den södra delen av landet, 200 km söder om huvudstaden Sucre. Santiago de Cotagaita ligger 2 644 meter över havet och antalet invånare är 1 645.
Terrängen runt Santiago de Cotagaita är huvudsakligen kuperad. Santiago de Cotagaita ligger nere i en dal. Runt Santiago de Cotagaita är det mycket glesbefolkat, med 3 invånare per kvadratkilometer.. Det finns inga andra samhällen i närheten.
Omgivningarna runt Santiago de Cotagaita är i huvudsak ett öppet busklandskap.